# Aeroportul Yuendumu
Aeroportul Yuendumu (IATA: YUE, ICAO: YYND) este un aeroport din Teritoriul de Nord, Australia.
Situat la o altitudine de 672 m, aeroportul dispune de o singură pistă.